# Pumpspeicherkraftwerk Żydowo
Das Pumpspeicherkraftwerk Żydowo (polnisch Elektrownia Żydowo) ist das erste polnische Pumpspeicherkraftwerk. Namensgebend ist das sich in der Nähe befindliche Dorf Żydowo (Sydow).

## Geschichte
Die ersten Planungen, ein Pumpspeicherkraftwerk zwischen den Seen Jezioro Kamienne und Jezioro Kwiecko zu errichten gab es bereits 1932. Ausschlaggebend war die geringe räumliche Distanz zwischen den beiden Seen, die aber dennoch über einen großen Höhenunterschied verfügen. 1941 wurden die Planungen konkretisiert, es sollte eine Turbinenleistung von 45 Megawatt sowie zwei Pumpen mit jeweils 16 Megawatt installiert werden. In den 1950er Jahren wurden die Planungen wieder aufgenommen. 1961 wurden die Bauarbeiten begonnen und 1971 das Kraftwerk in Betrieb genommen. Es war zu diesem Zeitpunkt das erste Pumpspeicherkraftwerk in Polen.

## Technik
Das Kraftwerk verfügt über drei Maschinensätze, bestehend aus zwei Pumpturbinen und einer klassischen nichtreversiblen Turbine. Bei allen drei Turbinen handelt es sich um Francis-Turbinen. Das Pumpspeicherkraftwerk kann im Turbinenbetrieb 4,3 Stunden lang eine Leistung von 157 Megawatt abgeben und im Pumpbetrieb 6,6 Stunden lang eine Leistung von 136 MW aufnehmen.
Als oberer Speichersee dient der Jezioro Kamienne mit einer Seefläche von 76 bis 100 Hektar und als unterer Speichersee der Jezioro Kwiecko mit einer Ausdehnung von maximal 140 Hektar. Die Höhendifferenz zwischen den beiden Seen beträgt im Mittel 82,7 Meter. Das nutzbare Speichervolumen beträgt 3,30 Millionen Kubikmeter. Vom Kamienne zum Einlauf der Druckrohrleitungen führt ein 1316 Meter langer, 12 Meter breiter und 9 Meter tiefer Werkskanal. Die drei Druckrohrleitungen sind jeweils 467 Meter lang und haben einen Durchmesser von 5 Meter.